# José Antonio Salguero García
José Antonio Salguero García (Fuente de Piedra, 25 de gener de 1960) és un exfutbolista andalús, que ocupava la posició de defensa.

## Trajectòria esportiva
Comença a destacar a l'Atlético Malagueño. El 1978 puja al primer equip, el CD Málaga, en qui debuta a primera divisió a la 79/80, en la qual disputa 18 partits. El mal·lacitans baixen a Segona Divisió i el defensa fitxa llavors pel Reial Madrid. Els dos primers anys, entre 1980 i 1982, forma part del Castella CF. A la temporada 82/83 s'incorpora al primer conjunt madridista on roman durant cinc temporades, encara que només serà titular a l'última, la 86/87, en la qual juga 28 partits. L'estiu de 1987 retorna a Andalusia al fitxar pel Sevilla FC. Es fa amb la titularitat a l'equip del Sánchez Pizjuán, condició que ostenta durant cinc temporades. Entre 1992 i 1995 milita al CP Mérida, de Segona Divisió, amb qui assoleix l'històric ascens dels extremenys a la primera divisió, a l'estiu de 1995.

## Títols
- Lliga: 85/86, 86/87
- Copa del Rei: 1982
- Copa de la UEFA: 1985, 1986
- Copa de la Lliga: 84/85